# 鏡中自我

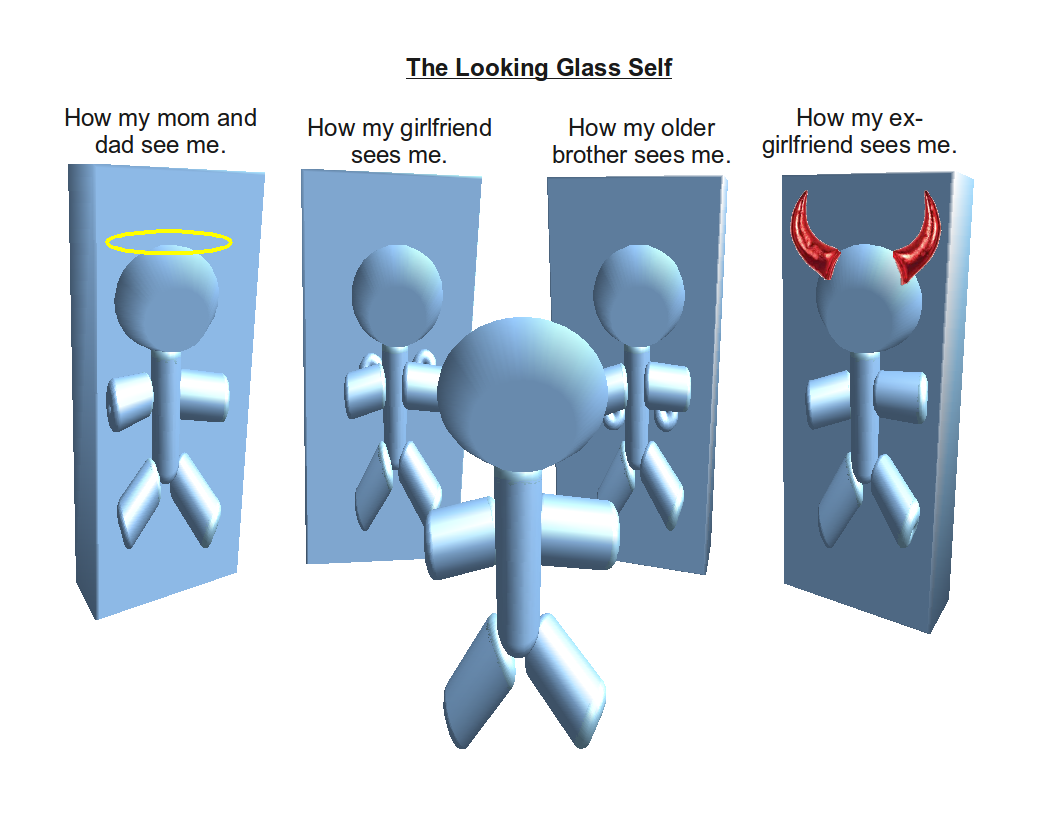
這張圖片說明了鏡中自我。圖中此人看向四面鏡子, 顯示並反饋了自己在他人心中所呈現的形象。

鏡中自我（英語：looking glass self) 
是由查爾斯·庫利所提出，他認為每一個人對他人都是一面鏡子，反應出他人所表現過的事情。即說明個人對自己的概念是基於他人對自己的反應和知覺所產生，因此，個體對自我的看法有相當部分是受到重要他人的影響。此種理論亦屬「象徵交互論」的理論先驅。
庫利在《人性和社會秩序》(1902)一書中提出此概念。他認為，人的自我意識是在與他人的互動過程中通過想像他人對自己的評價而獲得的。在與他人的交往中，人們首先想像自己在他人眼中的形象如何，其次想像他人對自己的形象如何評價，最後根據他人對自己的評價形成自我感。猶如人們在鏡子中看到自己的形象，人們從他人對自己的判斷和評價這面「鏡子」中發展出自我意識。因此，人的性格不是遺傳而來的本能，而是在社會互動的過程中逐步習得、形成的社會性產物。
庫利的「鏡中自我」概念，對喬治·賀伯特·米德（George Herbert Mead）等符號互動論者關於自我的概念以及角色理論產生過重大的影響。但此學說也遭到米德批評"缺乏反思性"
「鏡中自我」的概念意包含以下三點：
1、目的：主要是在解釋個體如何從一個生物個體，轉變成為一個社會人。
2、強調「社會鏡子」，即個人想像別人對他是如何觀察並加以判斷的一種想像。
3、理論內涵：從別人對我們的態度與行為及想像別人對我們的看法，來獲得自我的概念。
此理論分為三個部分:
1、呈現(presentation)：對別人眼裡自我形象的想像
2、想像的判斷(identification)：想像與判斷呈現出來的結果
3、主觀的解釋(subjective interpretation)：依自我的認知,來回應判斷出的結果